# Hans-Christian Thulin
Hans-Christian Thulin, född 11 november 1977 i Fosie i Malmöhus län, är en svensk skådespelare.

## Biografi
Thulin gick teaterlinjen på Fridhems folkhögskola 1994–1995 och är även utbildad vid Teaterhögskolan i Malmö. År 2005 var han tillsammans med Ayla Kabaca och Björn Johansson Boklund programledare för sommarlovsprogrammet Sommarlov 05. Han tillhör Örebro länsteaters fasta ensemble.

## Filmografi
- 2000 – Kanylmannen
- 2001 – Följa
- 2003 – Mannen som log
- 2004 – Dysmorpho
- 2006 – Fy fan va vi är bra
- 2006 – von Sydowmordens gåta
- 2006 – Emblas hemlighet (TV-serie)
- 2008 – Mañana
- 2009 – Flickan som lekte med elden

## Teater

### Roller (ej komplett)
| År   | Roll    | Produktion                                                                             | Regi              | Teater                |
| ---- | ------- | -------------------------------------------------------------------------------------- | ----------------- | --------------------- |
| 2003 |         | Fångarnas dilemma (The Prisoner's Dilemma) David Edgar                                 | Jasenko Selimović | Göteborgs stadsteater |
| 2009 | Martin  | I skuggan av San Siro Martin Bengtsson                                                 | Isabelle Moreau   | Örebro länsteater     |
| 2010 |         | Markurells i Wadköping                                                                 | Alexander Öberg   | Örebro länsteater     |
| 2010 |         | Enron Lucy Prebble                                                                     | Dritëro Kasapi    | Örebro länsteater     |
| 2012 | Werther | Den unge Werthers lidanden (Die Leiden des jungen Werthers) Johann Wolfgang von Goethe | Erik Holmström    | Örebro länsteater     |
| 2013 |         | Vredens druvor (Grapes of Wrath) John Steinbeck                                        | Alexander Öberg   | Örebro länsteater     |
| 2014 |         | Tribes Nina Raine                                                                      | Dritëro Kasapi    | Örebro länsteater     |
| 2015 | Jason   | Medeas barn Suzanne Osten och Per Lysander                                             | Michael Cocke     | Örebro länsteater     |
| 2016 |         | Boxaren Erik Norberg och Alexander Öberg                                               | Alexander Öberg   | Örebro länsteater     |
| 2016 | Far Ubu | Ubu (Ubu Roi) Alfred Jarry                                                             | Erik Holmström    | Örebro länsteater     |
| 2017 |         | Befrielsefronten Maria Sveland                                                         | Sara Giese        | Örebro länsteater     |
| 2017 |         | Klassfesten Linus Lindman, Maria Simonsson och Hans Christian Thulin                   |                   | Örebro länsteater     |
| 2021 | Nick    | Vem är rädd för Virginia Woolf? (Who's Afraid of Virginia Woolf?) Edward Albee         | Rikard Lekander   | Örebro länsteater     |